# Inkluzivní design

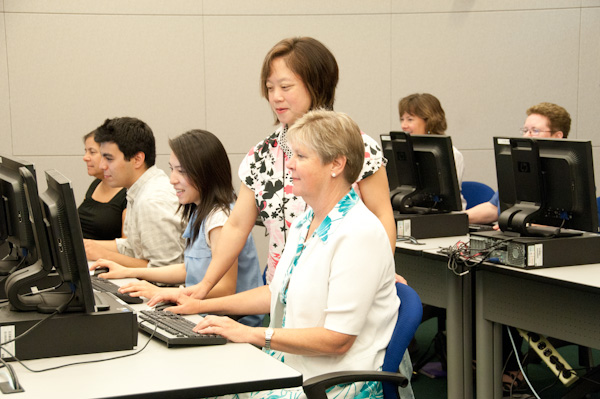
Přístupnost technologií pro všechny

Inkluzivní design je soubor postupů, jejichž cílem je navrhnout produkty nebo služby použitelné pro lidi různého původu a schopností. Zejména potom pro skupiny, které jsou tradičně vyloučeny z možnosti daný produkt používat. Zaměřuje se na plnění co nejvíce potřeb různých uživatelů, nikoli na uspokojení co největšího počtu uživatelů. Jedná se o metodologii, která zdůrazňuje, že znevýhodnění může postihnout každého uživatele, a zohledňuje mnoho aspektů lidské rozmanitosti, jako například specifické schopnosti, hendikep, jazyk, kulturu, rasu, víru, pohlaví a věk.

## Rozdíl mezi inkluzivním a univerzálním designem
Pojem inkluzivní design se často zaměňuje s pojmem univerzální design (tj. design pro všechny). Na rozdíl od něj je však inkluzivní design spojován primárně s digitálními technologiemi. Také nehledá průměrného uživatele, který se stává řešením pro finální produkt, ale naopak se zabývá problematikou mnoha různých sociálních skupin, které by mohly být v designovém procesu opomenuty a následně znevýhodněny. Tyto skupiny se zároveň stávají součástí designového procesu. Posledním rozdílem je zaměření inkluzivního designu na samotný proces navrhování, kdežto design pro všechny hledá jedno nejvýhodnější řešení finálního produktu.

## Historie
Za počátky inkluzivního designu lze označit přibližně polovinu devadesátých let 20. století. Inkluzivní design nevznikl jako zcela nový designový koncept, nýbrž vycházel z myšlenek společenské integrace osob se znevýhodněním a rovnosti ve společnosti. Tyto myšlenky měli za úkol stavět se proti tehdy stereotypnímu pojetí stárnutí, zdravotních hendikepů a dalších sociálních stigmat. Za ideály společnosti, která bude napomáhat ke zlepšení podmínek pro všechny, bojovalo už hnutí Disability Rights Movement v 70. letech ve Spojených státech. Ve Spojeném království byla důležitým historickým kontextem pro vývoj inkluzivního designu výstava New Design for Old, která se zaměřovala na přívětivou budoucnost pro stárnoucí společnost. Díky této události někteří přední britští designéři a designérky začali přehodnocovat koncept kuchyní, koupelen, nábytku a dalších věcí v domácnosti.
Pochopení či přijetí inkluzivního designu v historii a dodnes závisí z velké části na společensko-ekonomickém prostředí, ve kterém je tento koncept aplikován.
V roce 1998 byla do federálního zákona Spojených států – Rehabilitation Act v sekci 508 začleněna povinnost využívat informační technologie s možností jejich ovládání několika různými způsoby. Přístupné technologie mají více možností ovládání za účelem širší dostupnosti pro uživatele s různými handicapy. Zákon cílí na technologie využívané zejména vládními institucemi, ale některé veřejné i soukromé instituce si tyto zásady později osvojily.
V dnešní digitální době je z důvodu obrovské dostupnosti technologií nutné vytvářet prostředí pro mnohem širší spektrum uživatelů. I proto je v celosvětovém měřítku inkluzivní design v digitální sféře velmi důležitý. Jako příklad lze uvést metodologii inkluzivního designu od vlivných společností Microsoft nebo Samsung

## Navrhování v souladu s inkluzivním designem

### Základní metody
Tým autorů z Royal College of Art v Londýně a University of Cambridge vytvořil seznam přístupů pro inkluzivní design. Některé z těchto postupů jsou:
- analýza životního cyklu: sledování použití produktu od nákupu po použití, až k jeho likvidaci
- expertní hodnocení: odborné posouzení vlastností produktu, které označí potenciální problémy s použitelností a přístupností
- kontrola vyloučení: podrobná analýza k identifikaci konkrétních problémů, které vedou ke znevýhodnění uživatele
- uživatelské studie: použití laboratorní studie s uživateli k identifikaci potenciálních důvodů pro znevýhodnění
- ucelený přístup: použití více než jedné z výše uvedených metod ke kontrole produktu

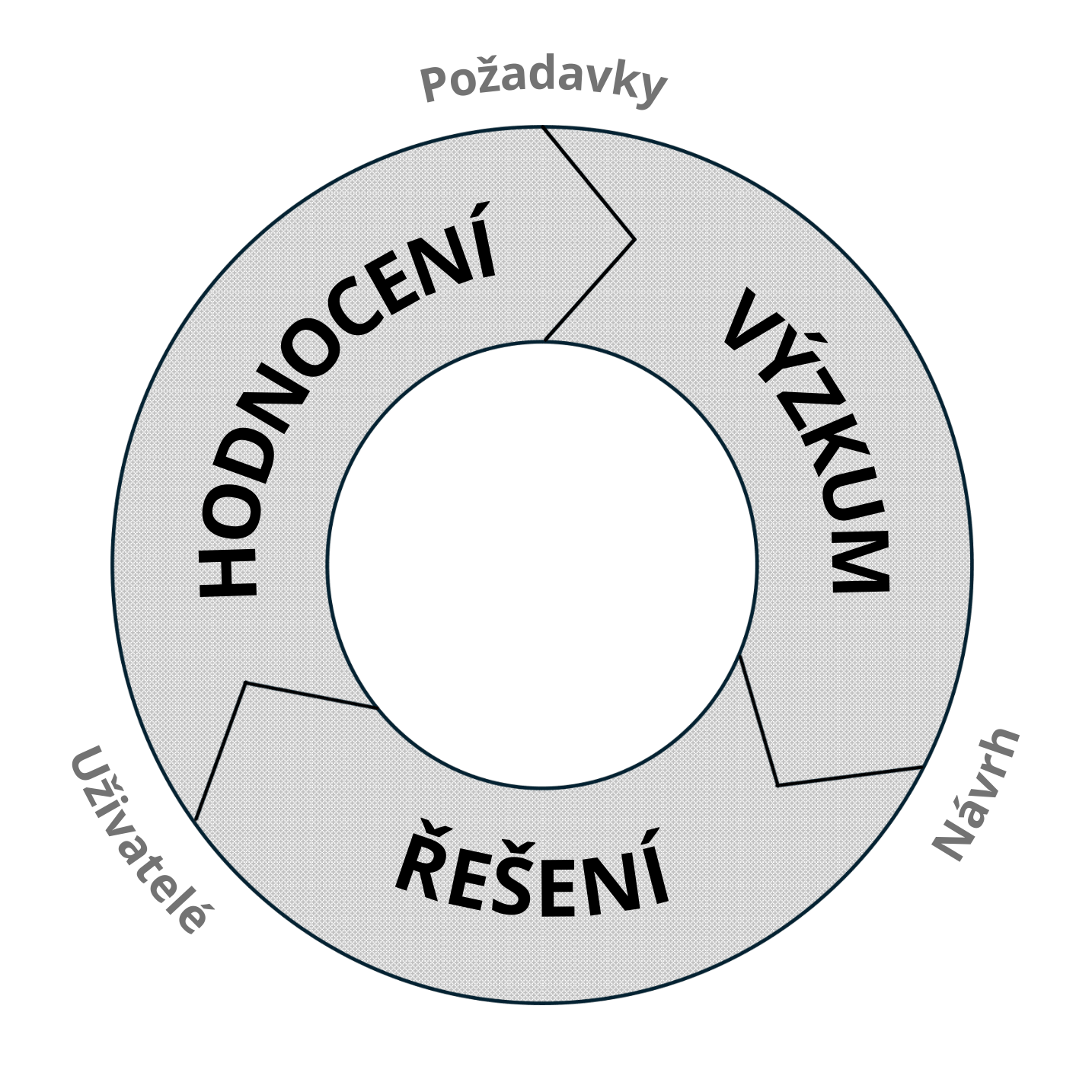
Inkluzivní design je opakující se proces

### Postup navrhování jako opakující se proces
Velmi důležitým postupem inkluzivního designu je opakované používání výše zmíněných metod. Cílem takového koloběhu má být hledání stále lepších řešení pro problémy uživatelů. Více zdrojů včetně ČSN ISO 22458 popisuje začlenění inkluzivních designových prvků do procesu navrhování pomocí následující metody:
- zkoumání potřeb
- návrh řešení
- hodnocení toho, jak dobře jsou uspokojeny potřeby

### Zásady podle ČSN
Principy inkluzivního designu pro poskytovatele služeb definované v ČSN ISO 22458 - Zranitelnost spotřebitelů jsou následující:
- místa pro kontaktování poskytovatele (kde uživatel může být informován, platit, rušit zakázky, podávat stížnost)
- široký výběr možností ke kontaktování poskytovatele (osobní komunikace, telefon, webové stránky)
- jasné, stručné a relevantní podávání informací
- více možností platby (hotovost, karta)
- pozorováním a komunikací rozeznat potíže uživatele (podpořit sdílení informace o jeho problému, abychom byli schopni pomoct)

## Cíle inkluzivního designu
Znevýhodnění uživatelé jsou náchylní k negativním výsledkům při využívání služeb. Jejich specifické charakteristiky přispívají ke vzniku znevýhodňujících situací, které mohou zapříčinit například zvýšené riziko ublížení na zdraví, újmu na majetku, stres nebo také odmítnutí služby.
Důležité je uvědomit si, že organizace jsou schopné snižovat riziko uživatelských problémů a chránit tak své zákazníky. Usnadní tak uživatelům: získat informace, dostupnost k příslušným službám, činit rozhodnutí v jejich nejlepším zájmu, rozumět svým právům, podat stížnost a v neposlední řadě platit za dané služby.

## Příklady inkluzivního designu
Čitelný text – Na webových stránkách musí být pro osoby se zrakovými potížemi zajištěn dostatečný kontrast textu, patřičný typ a dostatečná velikost písma, případně možnost převést text stránky na zvuk. Lidé s poruchami učení mohou mít problém vnímat komplikované texty, proto je vhodné ponechat sdělení stručná a dodržet jednoduché rozložení stránky. Lze vyjít vstříc také lidem s poruchami koordinace tím, že se budou moci navigovat pomocí klávesnice místo myši. Obchodní společnost Tesco například vytvořila verzi svého webu s jednoduchým přístupem navrženou pro odečítače obrazovky a špatné internetové připojení. Washington Post na svých webových stránkách umožňuje změnu velikosti písma.
Vyplňování formulářů - Celosvětově existuje mnoho variací vlastních jmen. Ať už se jedná o počet jeho součástí nebo způsob zápisu, uživatelé se mohou potýkat s překážkami např. při registraci na webech, které jsou stavěny primárně pro anglická jména. Použití diakritiky nebo jiných znaků než latinky může být systémem odmítnuto. Facebook tento problém vyřešil možností podat žádost o uznání jména. Ve formulářích vyžadujících identifikaci pohlaví se nově vyskytuje také možnost “Jiné”, která zahrnuje méně časté varianty. Příkladem mohou být seznamovací aplikace jako Tinder.
Ilustrační obrázky - Mnoho společností přechází od zobrazování lidí v jednoduchých obrysech bez barvy kůže ke znázornění lidí jako barevných postav s různými etniky. Tato změna má za cíl přilákat uživatele různých národností a zároveň vytvořit prostředí, kde se budou všichni lidé cítit vítáni. Jako příklad můžeme uvést Airbnb nebo Google.

## Zapojení uživatelských perspektiv

### Děti a design měst
Jedním z příkladů uživatelské perspektivy může být dětský pohled na design města. Při navrhování nových ulic, hřišť a dalších míst se často nemyslí na děti. Jsou pro ně určená pouze vyhrazená místa – například hřiště, ale jejich potřeby zpravidla nejsou začleněny do celého designu prostoru měst. Jednou z cest, jak děti lépe začlenit do městského života je jejich začlenění do procesu designu.
K výzkumu s dětmi se dá využít několik metod: kreslení, procházky městem, fotografování nebo rozhovory. Díky těmto metodám lze analyzovat prvky ve městě, které děti spatřují jako důležité a dále výsledky vyhodnocovat a pracovat s nimi.

### Design v knihovnách
V knihovnách se v rámci inkluzivního designu musí zvážit a vyhodnotit několik faktorů, které mohou ovlivnit uživatelskou zkušenost. Mezi ně patří například značení, které by mělo být zřetelné, doplněné vizualizací a správně umístěné, aby mohlo být pochopeno co nejvíce uživateli. Dobrým příkladem inkluzivního designu je pořizování nábytku do knihovny. Místo jednoho typu, který by měl vyhovovat všem je lepší pořídit různé typy např. stolů. Uživatelé si pak mohou najít variantu, která jim nejlépe vyhovuje. Mezi další faktory ovlivňující uživatelskou zkušenost může být například architektura celých prostor knihovny, osvětlení a další.